# Harry Kent (Radsportler)
Harry Dale Kent (* 11. März 1947 in Upper Hutt; † 24. August 2021 in Trentham) war ein neuseeländischer Radrennfahrer und nationaler Meister im Radsport.

## Sportliche Laufbahn
Harry Kent gewann 1970 bei den British Commonwealth Games das 1000-Meter-Zeitfahren vor Leslie King aus Trinidad und Tobago. Bei den UCI-Bahn-Weltmeisterschaften belegte er hinter Niels Fredborg den zweiten Platz. Ebenfalls 1970 gewann er die nationale Meisterschaft im Zeitfahren auf der Bahn.
Er war Teilnehmer der Olympischen Sommerspiele 1972 in München. Dort startete er im 1000-Meter-Zeitfahren und belegte beim Sieg von Niels Fredborg den 16. Platz. Auch im Sprint startete Kent bei den Spielen 1972.

## Privates
Kent war ehrenamtlich als Stadtrat in seiner Heimatgemeinde tätig und betrieb einen Obst- und Gemüsehandel.